# Chengdu Open 2023
Chengdu Open 2023 byl tenisový turnaj na mužském profesionálním okruhu ATP Tour hraný v Mezinárodním tenisovém centru v S’-čchuanu. Pátý ročník Chengdu Open probíhal mezi 20. až 26. zářím 2023 v čínské megapoli Čcheng-tu, centru sečuánské provincie na dvorcích s tvrdým povrchem. V letech 2020–2022 byly čínské turnaje zrušeny pro proticovidová omezení.
Turnaj dotovaný 1  261 555 dolarů patřil do kategorie ATP Tour 250. Nejvýše nasazeným singlistou se stal desátý tenista světa Alexander Zverev. Jako poslední přímý účastník do hlavní singlové soutěže nastoupil Japonec Taró Daniel figurující na 95. místě. V důsledku invaze Ruska na Ukrajinu na konci února 2022 řídící organizace tenisu ATP, WTA a ITF s grandslamy rozhodly, že ruští a běloruští tenisté mohli dále na okruzích startovat, ale do odvolání nikoli pod vlajkami Ruska a Běloruska.
Dvacátý první singlový titul na okruhu ATP Tour vybojoval Němec Alexander Zverev. Čtyřhru ovládli Francouzi Sadio Doumbia a Fabien Reboul, kteří na túře ATP získali první kariérní tituly.

## Rozdělení bodů a finančních odměn

### Rozdělení bodů
| Soutěž  | Soutěž      | vítězové | finalisté | semifinalisté | čtvrtfinalisté | 16 v kole | 28 v kole | Q  | Q2 | Q1 |
| ------- | ----------- | -------- | --------- | ------------- | -------------- | --------- | --------- | -- | -- | -- |
| dvouhra | [ 2 ] [ 8 ] | 250      | 150       | 90            | 45             | 20        | 0         | 12 | 6  | 0  |
| čtyřhra | [ 9 ]       | 250      | 150       | 90            | 45             | 0         | —         | —  | —  | —  |

### Finanční odměny
| Soutěž                                | Soutěž      | vítězové  | finalisté | semifinalisté | čtvrtfinalisté | 16 v kole | 28 v kole | Q2      | Q1      |
| ------------------------------------- | ----------- | --------- | --------- | ------------- | -------------- | --------- | --------- | ------- | ------- |
| dvouhra                               | [ 2 ] [ 8 ] | 175 340 $ | 102 285 $ | 60 130 $      | 34 840 $       | 20 230 $  | 12 365 $  | 6 180 $ | 3 375 $ |
| čtyřhra                               | [ 9 ]       | 60 920 $  | 32 600 $  | 19 120 $      | 10 680 $       | 6 290 $   | —         | —       | —       |
| částka ve čtyřhrách je uvedena na pár |             |           |           |               |                |           |           |         |         |

## Mužská dvouhra

### Nasazení
| Stát                         | Hráč              | ATP | Nasazení |
| ---------------------------- | ----------------- | --- | -------- |
| Německo                      | Alexander Zverev  | 10. | 1.       |
| Itálie                       | Lorenzo Musetti   | 18. | 2.       |
| Bulharsko                    | Grigor Dimitrov   | 20. | 3.       |
| Spojené království           | Daniel Evans      | 27. | 4.       |
| Kazachstán                   | Alexandr Bublik   | 29. | 5.       |
| Austrálie                    | Max Purcell       | 43. | 6.       |
| Srbsko                       | Miomir Kecmanović | 48. | 7.       |
| Austrálie                    | Aleksandar Vukic  | 50. | 8.       |
| Žebříček ATP k 18. září 2023 |                   |     |          |

### Jiné formy účasti
Následující hráči obdrželi divokou kartu do hlavní soutěže:
- Zizou Bergs
- Cchuej Ťie
- Mu Tchao

Následující hráči postoupili z kvalifikace:
- Alibek Kačmazov
- Pavel Kotov
- Benjamin Lock
- Philip Sekulic

Následující hráč postoupil z kvalifikace jako šťastný poražený:
- Li Tu

### Odhlášení
před zahájením turnaje
- Roberto Bautista Agut → nahradil jej  Taró Daniel
- Emil Ruusuvuori → nahradil jej  Li Tu

## Mužská čtyřhra

### Nasazení
| Stát                                                                    | Hráč              | Stát       | Hráč             | ATP  | Nasazení |
| ----------------------------------------------------------------------- | ----------------- | ---------- | ---------------- | ---- | -------- |
| Francie                                                                 | Sadio Doumbia     | Francie    | Fabien Reboul    | 95.  | 1.       |
| Portugalsko                                                             | Francisco Cabral  | Brazílie   | Rafael Matos     | 98.  | 2.       |
| Brazílie                                                                | Marcelo Demoliner | Nizozemsko | Matwé Middelkoop | 104. | 3.       |
| Spojené království                                                      | Julian Cash       | USA        | Robert Galloway  | 106. | 4.       |
| Žebříček ATP k 18. září 2023; číslo je součtem umístění obou členů páru |                   |            |                  |      |          |

### Jiné formy účasti
Následující páry obdržely divokou kartu do hlavní soutěže:
- Cchuej Ťie /  Wang Ao-žan
- Li Wen-fu /  Jang Ming-jüan

### Odhlášení
před zahájením turnaje
- Ariel Behar /  Adam Pavlásek → nahradili je  Ariel Behar /  Patrik Niklas-Salminen
- Gonzalo Escobar /  Oleksandr Nedověsov → nahradili je  Marcos Giron /  Rubin Statham
- Lloyd Harris /  John Peers → nahradili je  John Peers / Roman Safiullin

## Přehled finále

### Mužská dvouhra
- Alexander Zverev vs. Roman Safiullin, 6–7(2–7), 7–6(7–5), 6–3

### Mužská čtyřhra
- Sadio Doumbia /  Fabien Reboul vs.  Francisco Cabral /  Rafael Matos, 4–6, 7–5, [10–7]